# Judentum in Liechtenstein
Das Judentum in Liechtenstein geht bis ins Mittelalter zurück. Heute wird die Zahl der im Fürstentum Liechtenstein lebenden Juden mit rund 20 bis 30 Personen angegeben.

## Geschichte

### Mittelalter
Erste Juden dürften das Gebiet des heutigen Liechtenstein als Durchreisende passiert haben. Juden aus Feldkirch, wo im 14. und 15. Jahrhundert eine Gemeinde existierte, dürften regen Kontakte im Gebiet gehabt haben. Auch ab dem 16. Jahrhundert an entstanden jüdische Gemeinden in der Umgebung, so in Tettnang, Wasserburg, Rheineck, Langenargen und Hohenems, von denen auch einzelne Handelsbeziehungen mit dem Gebiet Vaduz-Schellenberg hatten. Vom 16. bis ins 18. Jahrhundert hatten durchreisende Juden in Vaduz ihre Abgaben nach dem Würfelzoll zu entrichten.

### Jüdische Gemeinden
Ab 1632 flüchteten Juden wegen des Dreissigjährigen Kriegs aus der Markgrafschaft Burgau in die Bodenseeregion. Der Tiroler Landesfürst hatte ihnen Schutz gewährt. Ein Teil siedelte sich 1637 am Eschnerberg an. Während rund 14 Jahren bestand eine kleine jüdische Gemeinde aus rund 100 Personen in 20 Haushalten. Sie lebten in Eschen, Nendeln und Mauren, wo sie in Popers auch über eine Synagoge verfügten. Rabbiner war Abraham Neuburg aus Thannhausen. Die Juden waren als Händler tätig – insbesondere mit Pferden, Vieh, Häuten, Tuch und Silberwaren – und verliehen in kleinem Umfange Geld. Im Jahr 1649 hatten 281 Personen aus Vaduz-Schellenberg bei ihnen Geld geliehen. Nach verschiedenen Problemen und Spannungen mit der ortsansässigen Bevölkerung mussten die Juden 1651 das Gebiet verlassen. Mit Juden aus Sulz und Hohenems wurde weiterhin Handel getrieben.
1727 hielt sich in Vaduz ein «getaufter Jud» auf.
Nachdem die Juden 1745 gewaltsam aus Sulz vertrieben worden waren, flüchteten rund 50 von ihnen ins Fürstentum Liechtenstein nach Vaduz, Nendeln, Schaan und Eschen. Der Fürst und die Dörfer erhielten Geld für die Tolerierung der Juden. 1748 siedelten sie nach Hohenems über. 1750 verbot Kaiserin Maria Theresia den Juden im Vorarlberg, Handel zu treiben, weshalb sie vermehrt im Fürstentum Liechtenstein aktiv wurden. Im Jahr 1760 verbot Fürst Josef Wenzel den Juden, in Liechtenstein Handel zu treiben. Zeitgleich beglich er alle Schulden der Bevölkerung bei ihnen in der Höhe von 30.000 Gulden. Trotz einer Erneuerung des Verbots im Jahr 1781 handelten Liechtensteiner weiterhin immer wieder mit Juden aus dem Vorarlberg.
Einzelne Flurnamen in Eschen, Mauren, Gamprin, Schaan und Planken erinnern noch heute an die Anwesenheit der Juden.
Bis 1920 lebten im Fürstentum keine Juden. Das jüdische Textilunternehmen «Gebrüder Rosenthal» aus Hohenems erwarb 1869 eine mechanische Weberei in Vaduz und 1884 die «Mechanische Weberei Vaduz». 1916 mussten die Betriebe, die zwischenzeitlich über 1000 Personen beschäftigten, stillgelegt werden.

### 20. Jahrhundert

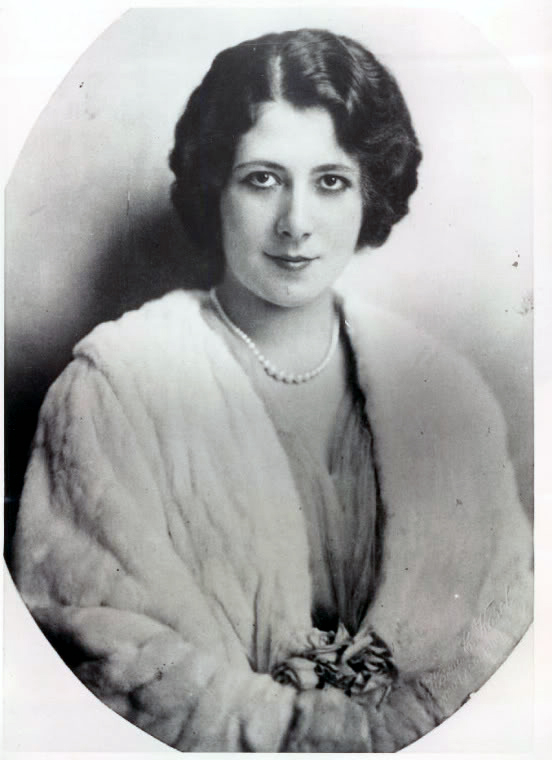
Fürstin Elsa

Elsa von Gutmann, die 1929 Franz I. von Liechtenstein heiratete und somit Fürstin von Liechtenstein wurde, stammte aus einer jüdischen Familie aus Wien. Sie lebte nie in Liechtenstein, besuchte aber das Land öfters und wurde im Familiengrab in Schaan beigesetzt. Trotz der Fürstin blieb das Fürstenhaus grundsätzlich ablehnend bezüglich der Aufnahme jüdischer Flüchtlinge.

«Auch flehentliche Ansuchen, die sich direkt an die Fürstin wandten und sich auf Beziehungen zu deren Familie beriefen, erhielten nur einen ablehnenden Bescheid.»

Ein erster tragischer Vorfall von antisemitischer und nationalsozialistischer Gewalt war die «Rotter-Affäre». Die Berliner Theaterdirektoren Alfred und Fritz Schaie, die sich mit Künstlernamen Rotter nannten, waren 1931 in Mauren eingebürgert worden. Während des Konkursverfahrens in Berlin zogen sie sich mit Alfred Rotters Frau Gertrud und in Begleitung von Julie Wolff nach Liechtenstein zurück, was in Deutschland zu einer Pressekampagne gegen Liechtenstein führte. Darauf entschlossen vier Liechtensteiner, die Rotters zu entführen und an Deutschland auszuliefern. Sie lockten sie ins Kurhaus Gaflei, wo sie sie mit weiteren Gehilfen aus Deutschland überwältigen wollten. Die Juden konnten sich entziehen und flüchteten, das Ehepaar stürzte aber im steilen Gelände zu Tode. Julie Wolff wurde schwer verletzt, ebenso Fritz Rotter, der aus dem fahrenden Auto der Entführer sprang. Die von ihm alarmierten Behörden konnten alle Entführer festnehmen. Sie wurden zu milden Haftstrafen verurteilt, was zu Protesten in der Bevölkerung führte. Zumindest wurde die Gründung einer nationalsozialistischen Bewegung in Liechtenstein für ein paar Jahre hinausgezögert.
Die Volksdeutsche Bewegung in Liechtenstein zielte nicht nur auf die Angliederung Liechtensteins an Nazi-Deutschland, sondern wird auch beschuldigt, Bombenanschläge gegen Juden verübt zu haben. Am 31. Oktober 1938 explodierte eine Bombe in Eschen vor dem Gasthaus Kreuz. Dort wohnte der Jude Josef Strauss. Am 18. November 1938 explodierte eine Bombe vor der «Rheinischen Kleiderfabrik» in Eschen. Der Inhaber war der Jude Richard Graetz. Dabei gingen 18 Scheiben zu Bruch. In der Nacht vom 25. zum 26. November explodierte eine Bombe in Schaan. Sie galt einem Haus, in dem zwei jüdische Familien wohnten. Am 28. November wurde ein Anschlag auf das Gasthaus «Dux» in Schaan verübt, in dem jüdische Gäste logierten. Am folgenden Tag erschütterte eine Bombe das Haus der Familien Fiori und Goldstaub. Am 30. November explodierte wieder eine Bombe vor der «Rheinischen Kleiderfabrik», eine weitere vor dem Haus der Familie Schiftan. Die Liechtensteiner Polizei errichtete nun Strassensperren und durchsuchte die Wohnungen der «Volksdeutschen Jugend». Nach einer Verhaftung und den Hausdurchsuchungen wurden keine weiteren Anschläge mehr durchgeführt. Die meisten Bomben waren klein und richteten wenig Sachschaden an. Verletzt wurde glücklicherweise niemand. Die Regierung interpretierte die Anschläge als einen Protest gegen die jüdischen Flüchtlinge im Land.
Im November 1938 führte die Regierung eine Zählung von Ausländern im Fürstentum durch. Dabei wurden 118 Personen mit jüdischem Glauben erfasst. 64 davon lebten erst seit wenigen Monaten im Land, 20 waren nach der Reichspogromnacht ins Land eingereist. Am 1. Dezember beschloss die Landesregierung, dass alle hängigen Einreisegesuche von Juden vorläufig abgewiesen werden sollten. Man begründete dies mit «um Ruhe und Ordnung zu gewährleisten». Damit war die Strategie der Gewalttäter aufgegangen.
In der Nacht des 24. März 1939, als die Volksdeutsche Bewegung den Anschlussputsch geplant hatte, flohen die meisten Juden aus Liechtenstein in die Schweiz, kehrten aber in den folgenden Tagen wieder zurück.
Nach der Unterzeichnung des Schweizerisch-Liechtensteiner Postvertrags war die Schweizer PTT für die Ausstellung von Rundfunksendekonzessionen zuständig. Diese wollte keine privaten, werbefinanzierten Radiosender. Die Liechtensteiner Regierung wünschte aber, eine Lizenz für einen solchen Sender zu vergeben. Ein leistungsstarker Mittelwellensender würde der Regierung zwischen 200.000 und 300.000 Franken Jahreseinkommen bescheren. Nach jahrelangen ergebnislosen Verhandlungen willigte Bern nach dem Anschluss Österreichs am 16. März 1938 ein, einen Liechtensteiner Sender zu genehmigen. Die Konzession erhielt ein englisches Unternehmen, die «Roditi International Cooperation» die dem britischen Juden William Kenmore gehörte. Der Sender mit Namen «Radio Liechtenstein» ging im September 1938 auf Sendung und sendete bis September 1939. Nach Ausbruch des Krieges wurden die Sendungen aufgrund Drucks aus Deutschland eingestellt. Die Deutschen hatten mit der Bombardierung des in jüdischem Besitz befindlichen Senders gedroht. Er wurde als «britisch-jüdischer Feindsender» bezeichnet, obwohl die Sendeleitung sich grösste Mühe gab, die Deutschen nicht zu provozieren.
1992 nahmen Israel und Liechtenstein diplomatische Beziehungen auf, wobei die Schweiz das Fürstentum in Liechtenstein vertritt und der Botschafter Israels in Bern für Liechtenstein akkreditiert ist.
Zu Beginn des 21. Jahrhunderts untersuchte eine Historikerkommission die Geschichte des Fürstentums in Bezug auf Juden. Sie stellte fest, dass Liechtenstein «kein bedeutender Finanzplatz, keine Devisendrehscheibe, kein Hort für NS-Raubgut, kein Verschiebeplatz für NS-Fluchtvermögen» (Historikerkommission) war.

## Gegenwart
In Liechtenstein gibt es keine jüdische Gemeinde, keine Synagoge und auch keinen jüdischen Friedhof. 2016 gab es Bestrebungen von Anita Winter, der in Zürich wohnhaften Ehefrau des Präsidenten des Schweizerischen Israelitischen Gemeindebunds Herbert Winter, in Liechtenstein einen jüdischen Verein zu gründen. In den letzten Volkszählungen fielen die Juden in die Kategorie «andere Religionen». Es wird aber angenommen, dass keine drei Dutzend Juden im Fürstentum leben. Die Juden, oft verheiratet mit Christen, treffen sich zum Teil, um Feiertage zu begehen. Einige sind Mitglieder der jüdischen Gemeinde in St. Gallen, andere beim Jüdischen Museum Hohenems beteiligt.
Im Jahr 2001 wurde der «Verein der Liechtensteiner Freunde von Yad Vashem» gegründet. 2011 widmete sich eine Ausstellung den Juden im Fürstentum. 2022 wurden die ersten Stolpersteine in Vaduz im Städtle verlegt. Sie erinnern an Gertrud und Alfred Rotter.